# Cheilotoma fulvicollis
Cheilotoma fulvicollis  (лат.) — вид жуков-листоедов из подсемейства клитрин (Clytrinae). Вид известен исключительно по нескольким особям, собранным на рубеже XIX и XX веков финским энтомологом Йоганом Зальбергом в районе города Эс-Санамейн (Сирия). Длина тела — 3,4—4,2 мм. Голова квадратной формы. Пронотум красновато-жёлтый. Надкрылья окрашены в монотонный зеленовато-синий или сине-пурпурный цвет. Ноги красновато-жёлтые, лапки и вершины голеней буро-чёрные.